# Velua
Velua is het vijfde studioalbum van de Gelderse folkmetalband Heidevolk. Het album werd uitgebracht op 20 maart 2015. Het is een conceptalbum dat een grimmig, mythologisch beeld schept over het Veluwe-bos in Gelderland.

## Nummers
1. "Winter woede" (4.15)
2. "Herboren in vlammen" (4.45)
3. "Urth" (4.44)
4. "De hallen van mijn vaderen" (4.18)
5. "De vervloekte jacht" (4.41)
6. "Het dwalende licht" (4.55)
7. "Drankgelag" (4.30)
8. "Velua" (4.50)
9. "Een met de storm" (4.15)
10. "Richting de Wievenbelter" (4.45)
11. "In het diepst der nacht" (4.35)
12. "Vinland" (5.34)
13. "Immigrant song" (2.26) (Led Zeppelin cover)
14. "In the Dutch mountains" (3.32) (The Nits cover)
15. "Rebel yell" (4.58) (Billy idol cover)